# Robert Mundell
Robert Alexander Mundell C.C. (Kingston (Ontario), 24 oktober 1932 – Siena, Italië, 4 april 2021) was professor in de economie aan Columbia University vanaf 1974.
Robert Mundell werd geboren in Canada en studeerde aan de University of British Columbia in Vancouver. Hij studeerde daarna aan de Massachusetts Institute of Technology (MIT), waar hij in 1956 zijn PhD in de Economie kreeg.
Van 1966 tot 1971 was hij professor in de Economie bij de universiteit van Chicago en vanaf 1974 was Mundell professor aan de Economie faculteit van Columbia University. Sinds 2001 draagt hij Columbia's hoogste academische rang: Full University Professor. Hij was eerder economie professor aan McGill University en de Paul H. Nitze School of Advanced International Studies, Johns Hopkins University. In 2002 werd hij Companion van de Order of Canada.
Gedurende zijn carrière was hij adviseur bij een aantal internationale organisaties zoals de Verenigde Naties, het IMF, de Wereldbank en de Europese Commissie.
In de jaren zeventig deed hij pionierswerk op het gebied van monetaire dynamiek en optimale valutagebieden waarvoor hij in 1999 de Prijs van de Zweedse Rijksbank voor economie, in de volksmond de Nobelprijs voor de economie, ontving. Door dit onderzoek was hij ook nauw betrokken bij de vorming van de euro.
Onder de belangrijkste bijdragen van Mundell zijn onder meer:
- Theoretisch werk in optimale valutagebieden.
- Bijdragen aan de ontwikkeling van de euro.
- Het helpen starten van de beweging van de aanbodeconomie.
- Historisch onderzoek over de werking van de gouden standaard.
- Voorspelling van de inflatie van de jaren zeventig.
- Het Mundell-Fleming-model.
- Het Mundell-Tobin-effect.

Mundell overleed op 88-jarige leeftijd.